# 308e régiment d'infanterie territoriale
Pour les articles homonymes, voir 308e régiment.
Le 308e régiment d'infanterie territoriale (308e RIT) est un régiment d'infanterie de l'armée de terre française qui a participé à la Première Guerre mondiale.

## Création et différentes dénominations
- 13 novembre 1914 : formation du 108e régiment d'infanterie territoriale de marche, à partir des 3e et 5e bataillons du 108e régiment d'infanterie territoriale[1]
- 11 février 1916 : renommé 308e régiment d'infanterie territoriale[2]
- 9 août 1916 : dissous[3]

## Chefs de corps
- novembre 1914 : commandant puis lieutenant-colonel Barusy[1]
- juillet 1915 : commandant puis lieutenant-colonel Langlait[1],[2]

## Historique des opérations du

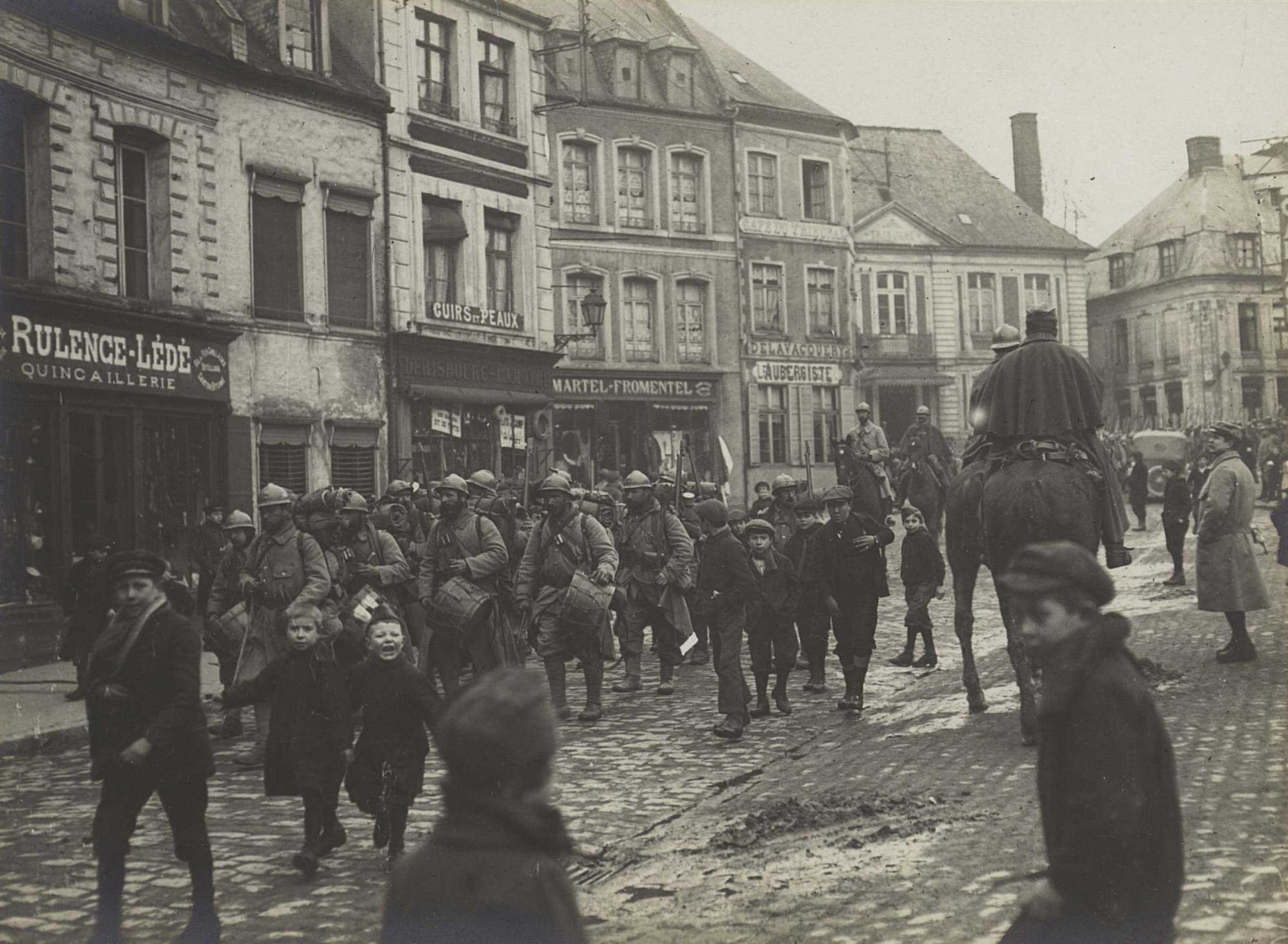
Défilé du régiment dans une rue de Saint-Pol-sur-Ternoise le 9/3/1916.

## Historique des opérations du308eRIT

### Première Guerre mondiale

#### Affectation
- Réserve d'infanterie du 9e corps d'armée de janvier à août 1916[4]

#### 1914
Le régiment est formé au camp de La Valbonne le 13 novembre 1914, à partir des 3e et 5e bataillons du 108e RIT. Ces bataillons ont été constitués le 1er novembre avec des soldats âgés (40-47 ans),.

## Drapeau
Il porte, cousues en lettres d'or dans ses plis, les inscriptions suivantes :
- Verdun 1916